# U.S. Pianese
Unione Sportiva Pianese là một câu lạc bộ bóng đá Ý đến từ Piancastagnaio, Tuscany. Đội lần đầu thi đấu tại Serie C vào năm 2019*2020 sau khi chiến thắng trong bảng đấu tại Serie D của họ vào năm 2018-19.

## Lịch sử
Câu lạc bộ được thành lập vào năm 1930. Họ đã giành được lần thăng hạng đầu tiên lên Serie D vào năm 2009-10, và liên tiếp là chức vô địch đầu tiên của họ trong giải đấu nghiệp dư hàng đầu của Ý năm 2018-19, do đó đảm bảo quyền chơi Serie C.
Từ năm 2006 đến 2019, tuân thủ các quy tắc của Ý liên quan đến các câu lạc bộ nghiệp dư, US Pianese đã đổi tên thành US Pianese ASD